# Alan Parsons (Badminton)

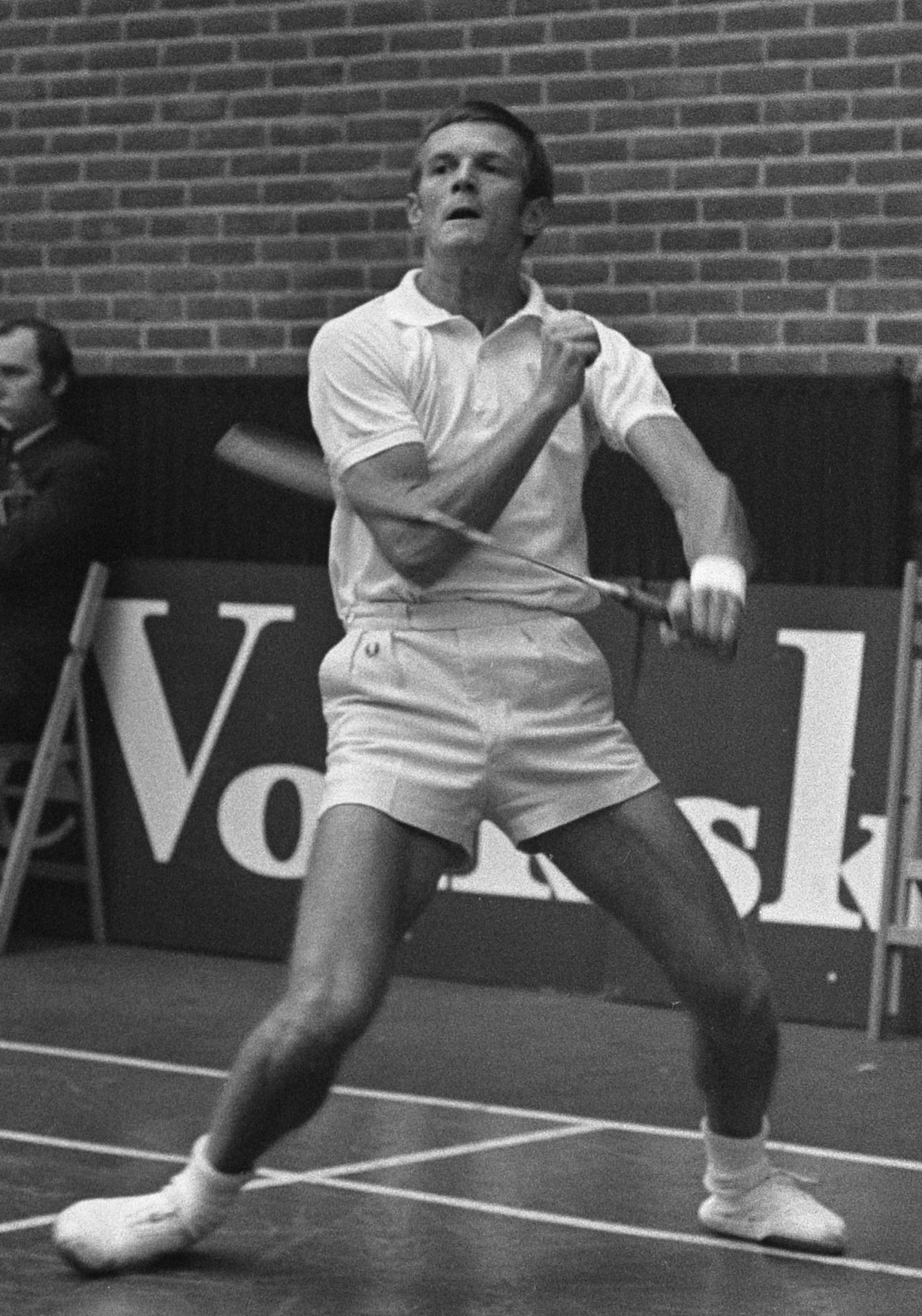
Alan Parsons 1970

Alan Parsons (* um 1940) ist ein südafrikanischer Badmintonspieler.

## Karriere
Alan Parsons gewann in seiner Heimat insgesamt 24 nationale Titel. International war er unter anderem bei den German Open 1965 und den Irish Open 1967 erfolgreich.

## Sportliche Erfolge
| Saison | Veranstaltung                 | Disziplin    | Platz | Name                        |
| ------ | ----------------------------- | ------------ | ----- | --------------------------- |
| 1959   | Südafrikanische Meisterschaft | Herreneinzel | 1     | Alan Parsons                |
| 1961   | Südafrikanische Meisterschaft | Mixed        | 1     | Alan Parsons / J. Monteath  |
| 1962   | Südafrikanische Meisterschaft | Herrendoppel | 1     | Alan Parsons / David Powell |
| 1962   | Südafrikanische Meisterschaft | Mixed        | 1     | Alan Parsons / J. Monteath  |
| 1964   | Südafrikanische Meisterschaft | Herrendoppel | 1     | Alan Parsons / William Kerr |
| 1964   | Südafrikanische Meisterschaft | Herreneinzel | 1     | Alan Parsons                |
| 1965   | German Open                   | Herreneinzel | 1     | Alan Parsons                |
| 1965   | German Open                   | Herrendoppel | 1     | Alan Parsons / William Kerr |
| 1965   | Südafrikanische Meisterschaft | Herrendoppel | 1     | Alan Parsons / Wiliam Kerr  |
| 1965   | Südafrikanische Meisterschaft | Mixed        | 1     | Alan Parsons / Wilma Prade  |
| 1965   | Südafrikanische Meisterschaft | Herreneinzel | 1     | Alan Parsons                |
| 1966   | Südafrikanische Meisterschaft | Herreneinzel | 1     | Alan Parsons                |
| 1966   | Südafrikanische Meisterschaft | Mixed        | 1     | Alan Parsons / Wilma Prade  |
| 1966   | Südafrikanische Meisterschaft | Herrendoppel | 1     | Alan Parsons / Wiliam Kerr  |
| 1967   | Irish Open                    | Herreneinzel | 1     | Alan Parsons                |
| 1967   | Südafrikanische Meisterschaft | Herrendoppel | 1     | Alan Parsons / Wiliam Kerr  |
| 1967   | Südafrikanische Meisterschaft | Herreneinzel | 1     | Alan Parsons                |
| 1968   | Südafrikanische Meisterschaft | Herreneinzel | 1     | Alan Parsons                |
| 1968   | Südafrikanische Meisterschaft | Herrendoppel | 1     | Alan Parsons / Wiliam Kerr  |
| 1968   | Südafrikanische Meisterschaft | Mixed        | 1     | Alan Parsons / Wilma Prade  |
| 1969   | Südafrikanische Meisterschaft | Herreneinzel | 1     | Alan Parsons                |
| 1970   | Südafrikanische Meisterschaft | Herreneinzel | 1     | Alan Parsons                |
| 1970   | Südafrikanische Meisterschaft | Herrendoppel | 1     | Alan Parsons / Wiliam Kerr  |
| 1971   | Südafrikanische Meisterschaft | Herreneinzel | 1     | Alan Parsons                |
| 1971   | Südafrikanische Meisterschaft | Mixed        | 1     | Alan Parsons / Wilma Prade  |
| 1973   | Südafrikanische Meisterschaft | Herrendoppel | 1     | Alan Parsons / Wiliam Kerr  |
| 1974   | Südafrikanische Meisterschaft | Herrendoppel | 1     | Alan Parsons / Wiliam Kerr  |